# Inglaterra en la Copa Mundial de Fútbol de 2002
La selección de Inglaterra fue uno de los 32 equipos participantes en la Copa Mundial de Fútbol de 2002, torneo que se llevó a cabo del 31 de mayo al 30 de junio en Corea del Sur y Japón.
Luego de perder en octavos en uno de los mejores partidos de la copa contra Argentina los ingleses tratarían de llegar a semifinales como lograron en la Copa Mundial de Fútbol de 1990. Los ingleses quedaron en el  Grupo F, denominado el grupo de la muerte junto Suecia, Nigeria y Argentina.
Para el partido con Suecia, anotó el primer gol de tiro de esquina el defensa Sol Campbell al minuto 24'. Para el segundo tiempo, los suecos anotaron con Niclas Alexandersson su primer gol, terminando el partido 1-1 y mientras los ingleses seguían, luego de tantos años, sin poder derrotar a los suecos. En el segundo partido contra Argentina, en el minuto 44' David Beckham anotaría un penal que le daría la ventaja y a la postre la victoria a Inglaterra. Su tercer partido contra Nigeria terminó empatado 0-0. Como los suecos y los ingleses tenían 5 puntos cada uno, por mayoría de goles, los Ingleses fueron segundos, por detrás del ganador del grupo Suecia..
En octavos de final, Inglaterra se enfrentó a su vecina escandinava, Dinamarca. En el minuto 5' apareció rápido Rio Ferdinand, seguido del primer gol en el mundial de Michael Owen al minuto 22' y para el minuto 44' apareció Emile Heskey convirtiendo el tercer tanto del partido y el resultado final de 0-3, clasificando el cuadro británico a cuartos de final.
En los cuartos de final, un enemigo difícil los ponía a prueba, Brasil. El inicio del partido fue cerrado, al minuto 24', un error de Lúcio ocasionaría el gol de Owen, empezándose a clasificarse a semifinales. Para el minuto 45', un buen pase de Ronaldinho a Rivaldo conseguiría el primer gol de Brasil. A los 4 minutos del 2.º tiempo, un tiro libre cobrado por Ronaldinho iría directo a la portería de David Seaman que al despistarse dejó pasar el segundo gol, el partido terminó 2-1 e Inglaterra se despidió del mundial.

## Clasificación

### Grupo 9
| Pos. | Equipo     | Pts. | PJ | G | E | P | GF | GC | Dif. | Clasificación |     | ENG | GER | FIN | GRE | ALB |
| ---- | ---------- | ---- | -- | - | - | - | -- | -- | ---- | ------------- | --- | --- | --- | --- | --- | --- |
| 1    | Inglaterra | 17   | 8  | 5 | 2 | 1 | 16 | 6  | +10  | Clasificado   |     | —   | 0–1 | 2–1 | 2–2 | 2–0 |
| 2    | Alemania   | 17   | 8  | 5 | 2 | 1 | 14 | 10 | +4   | Playoff       |     | 1–5 | —   | 0–0 | 2–0 | 2–1 |
| 3    | Finlandia  | 12   | 8  | 3 | 3 | 2 | 12 | 7  | +5   |               |     | 0–0 | 2–2 | —   | 5–1 | 2–1 |
| 4    | Grecia     | 7    | 8  | 2 | 1 | 5 | 7  | 17 | −10  |               | 0–2 | 2–4 | 1–0 | —   | 1–0 |     |
| 5    | Albania    | 3    | 8  | 1 | 0 | 7 | 5  | 14 | −9   |               | 1–3 | 0–2 | 0–2 | 2–0 | —   |     |

 Fuente: 

## Jugadores
| #  | Nombre              | Posición      | Club                 |
| -- | ------------------- | ------------- | -------------------- |
| 1  | David Seaman        | Portero       | Arsenal FC           |
| 2  | Danny Mills         | Defensa       | Leeds United FC      |
| 3  | Ashley Cole         | Defensa       | Arsenal FC           |
| 4  | Trevor Sinclair     | Mediocampista | West Ham United FC   |
| 5  | Rio Ferdinand       | Defensa       | Leeds United FC      |
| 6  | Sol Campbell        | Defensa       | Arsenal FC           |
| 7  | David Beckham       | Mediocampista | Manchester United FC |
| 8  | Paul Scholes        | Mediocampista | Manchester United FC |
| 9  | Robbie Fowler       | Delantero     | Leeds United FC      |
| 10 | Michael Owen        | Delantero     | Liverpool FC         |
| 11 | Emile Heskey        | Delantero     | Liverpool FC         |
| 12 | Wes Brown           | Defensa       | Manchester United FC |
| 13 | Nigel Martyn        | Portero       | Leeds United FC      |
| 14 | Wayne Bridge        | Defensa       | Southampton FC       |
| 15 | Martin Keown        | Defensa       | Arsenal FC           |
| 16 | Gareth Southgate    | Defensa       | Middlesbrough FC     |
| 17 | Teddy Sheringham    | Delantero     | Tottenham Hotspur FC |
| 18 | Owen Hargreaves     | Mediocampista | FC Bayern Múnich     |
| 19 | Joe Cole            | Mediocampista | West Ham United FC   |
| 20 | Darius Vassell      | Delantero     | Aston Villa FC       |
| 21 | Nicky Butt          | Mediocampista | Manchester United FC |
| 22 | David James         | Portero       | West Ham United FC   |
| 23 | Kieron Dyer         | Mediocampista | Newcastle United FC  |
| DT | Sven Göran Eriksson |               |                      |

## Partidos

### Primera fase
| Equipo     | Pts | PJ | PG | PE | PP | GF | GC | Dif |
| ---------- | --- | -- | -- | -- | -- | -- | -- | --- |
| Suecia     | 5   | 3  | 1  | 2  | 0  | 4  | 3  | +1  |
| Inglaterra | 5   | 3  | 1  | 2  | 0  | 2  | 1  | +1  |
| Argentina  | 4   | 3  | 1  | 1  | 1  | 2  | 2  | 0   |
| Nigeria    | 1   | 3  | 0  | 1  | 2  | 1  | 3  | -2  |

| 2 de junio de 2002, 18:30 | Inglaterra   | 1:1 (1:0) | Suecia            | Estadio Saitama 2002, Saitama                            |                                                          |
|                           | Campbell 24' | Reporte   | Alexandersson 59' | Asistencia: 52.721 espectadores Árbitro(s): Carlos Simon | Asistencia: 52.721 espectadores Árbitro(s): Carlos Simon |

| 7 de junio de 2002, 20:30 | Argentina | 0:1 (0:1) | Inglaterra         | Sapporo Dome, Sapporo                                         |                                                               |
|                           |           | Reporte   | Beckham 44' (pen.) | Asistencia: 35.927 espectadores Árbitro(s): Pierluigi Collina | Asistencia: 35.927 espectadores Árbitro(s): Pierluigi Collina |

| 12 de junio de 2002, 15:30 | Nigeria | 0:0     | Inglaterra | Estadio Nagai, Osaka                                   |                                                        |
|                            |         | Reporte |            | Asistencia: 44.864 espectadores Árbitro(s): Brian Hall | Asistencia: 44.864 espectadores Árbitro(s): Brian Hall |

### Octavos de final
| 15 de junio de 2002, 20:30 | Dinamarca | 0:3 (0:3) | Inglaterra                           | Estadio del Gran Cisne, Niigata                         |                                                         |
|                            |           | Reporte   | Ferdinand 5' · Owen 22' · Heskey 44' | Asistencia: 40 582 espectadores Árbitro(s): Markus Merk | Asistencia: 40 582 espectadores Árbitro(s): Markus Merk |

### Cuartos de final
| 21 de junio de 2002, 15:30 | Inglaterra | 1:2 (1:1) | Brasil                         | Estadio Ecopa, Shizuoka                                       |                                                               |
|                            | Owen 23'   | Reporte   | Rivaldo 45+2' · Ronaldinho 50' | Asistencia: 47 436 espectadores Árbitro(s): Felipe Ramos Rizo | Asistencia: 47 436 espectadores Árbitro(s): Felipe Ramos Rizo |

### Participación de jugadores
| #  | Nombre           | Posición      | PJ | Min |    | Asist | Tiros  | Faltas |   |   |
| -- | ---------------- | ------------- | -- | --- | -- | ----- | ------ | ------ | - | - |
| 2  | Danny Mills      | Defensa       | 5  | 450 | 0  | 0     | 3      | 8-10   | 1 | 0 |
| 3  | Ashley Cole      | Defensa       | 5  | 435 | 0  | 0     | 2      | 7-13   | 1 | 0 |
| 4  | Trevor Sinclair  | Mediocampista | 4  | 307 | 0  | 0     | 3      | 4-9    | 0 | 0 |
| 5  | Rio Ferdinand    | Defensa       | 5  | 450 | 1  | 0     | 2      | 3-4    | 1 | 0 |
| 6  | Sol Campbell     | Defensa       | 5  | 450 | 1  | 0     | 2      | 8-4    | 1 | 0 |
| 7  | David Beckham    | Mediocampista | 5  | 423 | 1  | 1     | 10     | 1-9    | 0 | 0 |
| 8  | Paul Scholes     | Mediocampista | 5  | 409 | 0  | 0     | 4      | 10-7   | 1 | 0 |
| 9  | Robbie Fowler    | Delantero     | 1  | 44  | 0  | 0     | 0      | 1-1    | 0 | 0 |
| 10 | Michael Owen     | Delantero     | 5  | 382 | 2  | 0     | 8      | 2-9    | 0 | 0 |
| 11 | Emile Heskey     | Delantero     | 5  | 382 | 1  | 0     | 8      | 9-4    | 1 | 0 |
| 12 | Wes Brown        | Defensa       | 0  | 0   | 0  | 0     | 0      | 0-0    | 0 | 0 |
| 14 | Wayne Bridge     | Defensa       | 2  | 15  | 0  | 0     | 0      | 0-0    | 0 | 0 |
| 15 | Martin Keown     | Defensa       | 0  | 0   | 0  | 0     | 0      | 0-0    | 0 | 0 |
| 16 | Gareth Southgate | Defensa       | 0  | 0   | 0  | 0     | 0      | 0-0    | 0 | 0 |
| 17 | Teddy Sheringham | Delantero     | 4  | 88  | 0  | 0     | 5      | 2-2    | 0 | 0 |
| 18 | Owen Hargreaves  | Mediocampista | 2  | 109 | 0  | 0     | 0      | 1-1    | 0 | 0 |
| 19 | Joe Cole         | Mediocampista | 1  | 16  | 0  | 0     | 1      | 0-1    | 0 | 0 |
| 20 | Darius Vassell   | Delantero     | 3  | 98  | 0  | 0     | 1      | 3-3    | 0 | 0 |
| 21 | Nicky Butt       | Mediocampista | 3  | 270 | 0  | 0     | 4      | 5-1    | 0 | 0 |
| 23 | Kieron Dyer      | Mediocampista | 3  | 102 | 0  | 0     | 0      | 3-1    | 0 | 0 |
| #  | Nombre           | Posición      | PJ | Min |    | Prom. | Atajos | Faltas |   |   |
| 1  | David Seaman     | Portero       | 5  | 450 | -3 | 0,65  | 20     | 0-0    | 0 | 0 |
| 13 | Nigel Martyn     | Portero       | 0  | 0   | 0  | 0     | 0      | 0-0    | 0 | 0 |
| 22 | David James      | Portero       | 0  | 0   | 0  | 0     | 0      | 0-0    | 0 | 0 |